# 第3軍団 (ロシア陸軍)
第3軍団（だい3ぐんだん、ロシア語: 3-й армейский корпус）は、ロシア陸軍の軍団。中央軍管区隷下。

## 概要

### ロシアのウクライナ侵攻

旧第3軍団章

2022年6月、ロシアのウクライナ侵攻の影響に伴い、ロシア各地の志願兵を基幹にニジニ・ノヴゴロド州で創設された。団員には6か月契約でロシアの平均月収の3倍に当る月給20万ルーブル＋インセンティブの高額報酬が約束されたが、定員の2万人には未充足で高齢者や麻薬中毒者、アルコール中毒者の志願兵も入隊したとされる。

#### 南部・ヘルソン戦線
2022年8月、第72独立自動車化狙撃旅団が南部ヘルソン州ヘルソン地区に配備されたが、ウクライナ軍に高地を取られた不利な状況での防御を余儀なくされ、アルガ大隊の団員の半数が戦死する損害を受けてドニエプル川西岸から撤退した。

#### 北東部・イジューム戦線
2022年9月、北東部ハルキウ州イジューム地区に配備され、友軍の救援でウクライナ軍の攻勢を防御したが、返り討ちに遭い「戦況に何の影響も与えずに溶けて消えた」と評されてあまり役に立たずにハルキウ州の大部分を解放された。

#### 東部・南ドネツク戦線
2023年2月、第72旅団が東部ドネツィク州ヴォルノヴァーハ地区に再配置され、ヴフレダール方面で攻勢を開始したが、アルガ大隊が全滅し、シャイムラトワ大隊、ヤイク大隊も同じような結果となり撃退された。生き残った十数人の団員は軍の目を盗んでロシアに帰還したが脱走兵として処罰された。

#### 東部・バフムート戦線

第3軍団章

2023年5月、激戦地の東部ドネツィク州バフムート地区に再配置され、第72旅団がワグネル・グループの救援でバフムートを防御したが、第6中隊、第8中隊が全滅して早期撤退したため、ワグネルのエフゲニー・プリゴジン代表から「第72旅団がものすごい勢いで戦場から逃げ出した。現時点でバフムート市内に残っている部隊はワグネルだけだ」と非難された。その後はワグネルに私刑にされ、団員の殺害・暴行、装備没収の報復を受けたとロマン・ヴェネヴィチン旅団長が報告した。9月にはバフムート南を防御したが、第3独立強襲旅団に包囲殲滅されてアンドリーウカを解放された。

#### 東部・アウディーイウカ戦線
2023年6月、第6自動車化狙撃師団隷下の第10戦車連隊が東部ドネツィク州ポクロウシク地区に再配置され、アウディーイウカ方面の友軍を火力支援した。2024年4月にはマリンカ方面の友軍を火力支援し、ロシア軍が1年以上手詰まっていたノヴォ・ミハイリウカの占領に貢献した。

## 編制
- 軍団司令部（ムリノ）
- 第6自動車化狙撃師団[2]
- 第72独立自動車化狙撃旅団（トツコエ）[2]
- 第17親衛砲兵旅団（ロシア語版）[2]